# Любовь с препятствиями (фильм, 2012)
«Любовь с препятствиями» (фр. Un bonheur n'arrive jamais seul) — фильм французского режиссёра Джеймса Юта 2012 года. В переводе с французского название фильма переводится как «Счастье никогда не приходит одно».

## Сюжет
Саша́ Келле́р — потомственный пианист и композитор, классическая парижская богема. Как и подобает богеме, он живёт в студии на Монмартре, играет по вечерам на пианино в джаз-клубе и пишет музыку для спектакля, задуманного лучшим другом.
Шарлотта Поше́ организует выставки. Она дважды была замужем и вот уже два года живёт отдельно от последнего мужа, крупного бизнесмена, хотя и продолжает работать на него.
Когда жизнь сталкивает Саша и Шарлотту на улицах Парижа, между ними проскакивает мощнейшая искра. Им очень хорошо друг с другом и очень плохо друг без друга.
Но, помимо ревнивого и не совсем ещё «бывшего» мужа, у них есть одна большая проблема. Саша не любит детей. Некоторые не любят змей, некоторые тараканов, а вот он — детей, так уж получилось.
А у Шарлотты их трое…

## В ролях
- Софи Марсо — Шарлотта Поше
- Гад Эльмалех — Саша Келлер
- Морис Бартелеми — Лора́н Элева́
- Франсуа Берлеан — Ала́н Поше́
- Микаэль Абитбуль — Лионе́ль Ронса́н
- Джули-Энн Рот — Крис Тамале́
- Маша Мериль — Фанфа́н Келле́р
- Франсуа Винчентелли — Сеза́р Ренадьё
- Тимео Лилу — Леонард

## Критика
Фильм получил в целом положительные отзывы. Бойд ван Хойдж из Variety назвал его «блестящей романтической комедией, наполненной забавными шутками и ощутимой химией».
В своем обзоре на веб-сайте Urban Cinefile Луиза Келлер написала: "Подобно хорошему джазовому произведению, которое удивляет своими мелодиями, гармониями и ритмами, эта восхитительная комедия смешивает музыку, искусство, детей и любовь в удивительных сочетаниях, создавая яркий всплеск жизни.